# Franco Agnesi

Wappen von Franco Agnesi

Franco Maria Giuseppe Agnesi (* 4. Dezember 1950 in Mailand, Italien) ist ein italienischer Geistlicher und Weihbischof in Mailand.

## Leben
Franco Agnesi empfing am 8. Juni 1974 das Sakrament der Priesterweihe.
Am 24. Mai 2014 ernannte ihn Papst Franziskus zum Titularbischof von Dusa und bestellte ihn zum Weihbischof in Mailand. Der Erzbischof von Mailand, Angelo Kardinal Scola, spendete ihm und auch Paolo Martinelli OFMCap und Pierantonio Tremolada am 28. Juni desselben Jahres die Bischofsweihe; Mitkonsekratoren waren der emeritierte Erzbischof von Mailand, Dionigi Kardinal Tettamanzi, und der Weihbischof in Mailand, Mario Delpini.